# Eloy Alberto Santiago
Eloy Alberto Santiago Santiago (ur. 8 września 1973 w Las Palmas de Gran Canaria) – hiszpański duchowny katolicki, biskup San Cristóbal de La Laguna od 2025.

## Życiorys

### Prezbiterat
Święcenia kapłańskie otrzymał 17 lipca 1999 i został inkardynowany do diecezji Wysp Kanaryjskich. Otrzymał przygotowanie do służby dyplomatycznej na Papieskiej Akademii Kościelnej. W latach 2006–2014 pracował jako sekretarz nuncjaturach apostolskich w Kolumbii (2006–2009), Południowej Afryce (2009–2013) oraz w Wielkiej Brytanii (2013–2014).

### Episkopat
24 lutego 2025 papież Franciszek mianował go biskupem ordynariuszem diecezji San Cristóbal de La Laguna. SakraSakry udzielił mu 1 maja 2025 nuncjusz apostolski w Hiszpanii – arcybiskup Bernardito Auza.